# Медаль «За военные заслуги» (Австро-Венгрия)
Медаль «За военные заслуги» (нем. Militär-Verdienstmedaille) — одна из высших военных наград Австро-Венгрии.

## История
Медаль за военные заслуги учреждена в Австро-Венгрии в 1890 году. Она вручалась только офицерам и высшим чиновникам. В Австро-Венгрии по старшинству эта медаль уступала таким наградам, как Орден Железной Короны и Крест за военные заслуги.
Серебряная военная медаль за заслуги (учреждённая в 1911 году) считалась старше Бронзовой военной медали за заслуги. Военная медаль за военные заслуги в мирное время вручалась за достойную службу, а в военное время за подвиги и смелость в ходе боевых действий.
Военная медаль за заслуги изначально была представлена в одном классе, в позолоченной бронзовой версии. В первое время повторное награждение не допускалось (за исключением случая, когда имелась и версия мирного времени, и версия на военной ленте). 26 марта 1911 года была учреждена Серебряная медаль за военные заслуги. Она предназначалась для тех, кто уже имел медаль за военные заслуги. Первоначально предполагалось, что Серебряная медаль будет носиться вместо Бронзовой. Но 7 апреля 1914 года было разрешено ношение обоих одновременно.
1 апреля 1916 года была также учреждена Большая военная медаль за заслуги (нем. Große Militär-Verdienstmedaille), также называемая Великий Сигнум Лаудис (нем. Große Signum Laudis). Эта награда предназначалась для «самого высокого признания». Всего было произведено только 30 награждений. 28 награждённых были офицерами в чине генерала, двое других — военно-морской лётчик Готфрид фон Банфилд (1916) и криптолог Херманн Покорни (1918).
Большая военная медаль за заслуги была из золоченой бронзы и имела диаметр 38 мм. Серебряной медали за военные заслуги имела диаметр 32 мм. К повторным наградам вручали золотую застежку на ленте. В то время как бронзовые и серебряные медали за военные заслуги вручались в основном гражданам Австро-Венгрии, десять из 30 Больших медалей за боевые заслуги были вручены иностранцам (9 немецких генералов и 1 генерал османской армии Энвер-паша).
18 апреля 1917 года была создана новая серия Серебряных и Бронзовых воинских медалей за заслуги, на которой изображён император Карл I, вступивший на австро-венгерский престол после смерти Франца Иосифа I 21 ноября 1916 года. Основным отличием, помимо нового императора вместо старого, была замена единственной короны над медалью парными коронами Австрии и Венгрии на ложе из лавровых и дубовых листьев. Кроме того, учитывая трудности войны, новые медали были более грубыми по качеству.

## Правила ношения
Награды, вручённые в мирное время, носили на красной ленте, а награды военного времени — на красной ленте с белыми полосками (называемая «военной лентой» нем. am Kriegsband). Награды на военной ленте войны имели преимущество перед наградами того же класса на ленте мирного времени.

## После Первой мировой войны
Медаль потеряла своё значение после падения Австро-Венгерской монархии в ноябре 1918 года. Однако ранее награждённые и ветераны продолжали её носить. После аншлюса в 1938 году, когда нацистская Германия захватила Австрийскую республику, медаль за военные заслуги и другие австро-венгерские медали часто носили в немецком стиле.
В Венгрии, которая находилась под властью Миклоша Хорти, многие императорские награды были признаны или возрождены в изменённых формах. Одним из них был Signum Laudis, восстановленный в 1922 году. В венгерской версии Signum Laudis заменили австрийскую корону венгерской короной Святого Стефана. На аверсе был изображён двойной крест венгерского герба, а на реверсе добавлена дата «1922 год» с надписью SIGNUM LAUDIS. Также были придуманы новые ленты: зелёная лента для гражданских наград и зелёная лента с узкими белыми (внутренними) и красными (внешними) полосами для военных наград. В 1939 году была утверждена военная лента красного цвета с узкими белыми (внутренними) и зелеными (внешними) полосами.

## Известные награждённые
- Эрцгерцог Евгений Австрийский — австро-венгерский фельдмаршал.
- Эрцгерцог Фридрих, герцог Тешен — австро-венгерский фельдмаршал в Первой мировой войне.
- Евгений Бейер — офицер австро-венгерской армии, позднее генерал в австрийской и немецкой армиях.
- Эдуард фон Бём-Эрмоли — австро-венгерский фельдмаршал.
- Светозар Бороевич — австро-венгерский фельдмаршал.
- Франц Граф Конрад фон Хетцендорф — австро-венгерский начальник Генерального штаба.
- Энгельберт Дольфус — австрийский канцлер и ветеран Первой мировой войны.
- Герман Кёвесс фон Кёвессгаза — последний командующий Австро-Венгерской Армией
- Александр Лёр — офицер австро-венгерской армии, позднее командующий австрийскими ВВС, а затем генерал в люфтваффе.
- Артур Флепс — офицер австро-венгерской армии, впоследствии обергруппенфюрер в Ваффен-СС.
- Людвиг Витгенштейн — австрийский и британский философ
- Миклош Хорти — австро-венгерский морской офицер, позднее регент Венгрии.
- Стефан Саркотич — хорватский генерал в австро-венгерской армии.
- Георгий Флондор — румынский капитан в австро-венгерской армии.
- Мечислав Смравинский — офицер австро-венгерской армии, позднее генерал польской армии, убитый в Катыни в 1940 года.
- Юзеф Зайц — офицер польских легионов в Первой мировой войне, а затем генерал армии и авиации Польши.
- Георг Людвиг фон Трапп — австро-венгерский морской офицер, чья семья увековечена в мюзикле «Звуки музыки».
- Готфрид фон Банфилд — военно-морской летчик (1916);
- Херманн Покорни — криптолог (1918).
- Герман Сенковски — офицер австро-венгерской армии, позже министр финансов правительства.
- Эрих Людендорф — немецкий генерал.
- Эрих фон Фалькенхайн — немецкий генерал.
- Пауль фон Гинденбург — немецкий фельдмаршал, а затем президент Германии.
- Мустафа Кемаль Ататюрк — Османский полковник в начале Первой мировой войны; позже маршал, президент и основатель Турецкой Республики.